# Patiriella inornata
Patiriella inornata is een zeester uit de familie Asterinidae.
De wetenschappelijke naam van de soort werd in 1933 gepubliceerd door Arthur A. Livingstone.